# 陝安道
陝安道，清朝设置的道，属于陕西省。
康熙十年（1671年）设分巡汉兴道，驻汉中府。康熙二十一年（1682年），裁撤分守关南道，汉兴道分巡汉中府、兴安州。乾隆十三年（1748年），按察使司副使衔。嘉庆四年（1799年）十二月驻兴安府。嘉庆五年（1800年），改为分巡陝安兵备道。驻汉中府，下辖汉中府、兴安府。加兵备衔。